# Yanıqlı
Yanıqlı è un comune dell'Azerbaigian situato nel distretto di Tovuz. Conta una popolazione di 2 395 abitanti.